# Malířské plátno

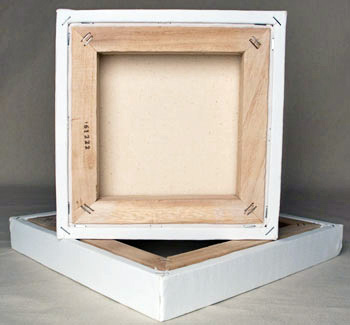
Malířské plátno upnuté na blindrám

Malířské plátno je textilní látka používaná jako povrchové médium pro výtvarná díla (malby). Přestože nejstarší malířská plátna pocházejí z počátku 15. století, ve větší míře se začalo používat od 16. století v Itálii a od 17. století v ostatních evropských zemích, na úkor malby na dřevo, které předtím jako médium převládalo. Používá se pro olejomalby, malby temperovými, akrylovými a řidčeji akvarelovými barvami.
Materiálem je většinou hustě a pevně tkané a proti tahu odolné plátno z jedné ze dvou základních textilií:
- bavlny – většinou kolem 200 g/m², vhodnější pro menší plátna, neboť má většinou jemnější strukturu
- lnu – většinou kolem 400 g/m², vhodnějšího pro větší plátna, s hrubší strukturou

popřípadě jejich směsi pro polohrubá plátna.
Malířské plátno se upevňuje na napínací rám ze dřeva (zřídkakdy jiného materiálu), na který je pevně upnuto – hřebíky, nýty, napínáčky nebo (u současných maleb) nastřelovacími sešívačkovými sponami. Rám (někdy též zvaný „blind rám“) je nejčastěji obdélníkového tvaru, méně často oválný nebo ve tvaru různých souměrných erbů apod. U rozměrnějších rámů může být uprostřed zpevněn dřevěnými „žebry“.
Po napnutí se plátno pro malbu připraví impregnací (tzv. klížením) králičím (kožním nebo kostním) klihem (případně doplněný glycerinem), za tepla rozpuštěným a ředěným ve vodě v poměru cca 1:20, a následně přetřením (tzv. šepsováním) podkladovou akrylátovou či jinou barvou.